# Сполето
Споле́то (итал. Spoleto, лат. Spoletium) — город в итальянской провинции Перуджа, в 95 км к северу от Рима, на реке Мареджии. Население — 39 128 жит. (2008).
Покровителем города почитается святой Понциан, день памяти отмечается 14 января.

## Историческая справка
Сполето — один из самых древних городов Умбрии, с 241 г. до н. э. римская колония Сполеций (лат. Spoletium), успешно противостоявшая нападению Ганнибала. Нахождение на Фламиниевой дороге способствовало росту значения Сполето, особенно во время Готских войн. После разрушения готами город восстановил Нарсес. Продвигавшиеся на юг лангобарды сделали его в 570 г. столицей герцогства, которое в лучшие годы занимало всю Среднюю Италию к востоку от Папской области и вело изнурительные войны с Равеннским экзархатом. Формально герцогство продолжало существовать до 1213 г., когда оно влилось в состав папских владений, однако уже к началу IX века Сполето потерял свой статус одного из старших политических центров Италии. До 1354 г. жители города колебались между партиями гвельфов и гибеллинов. В 1860 г., после упорной защиты, замок в Сполето был занят пьемонтскими войсками и обращен в тюрьму.

## Достопримечательности
Средневековый город живописно раскинут на склоне холма, над которым возносится массивная твердыня (Rocca), выстроенная в 1355-64 гг. на месте цитадели сполетских герцогов. Сполетский собор (освящен 1198, перестроен 1634-44), помимо восьми готических окон в форме розеток и большой мозаики 1207 г., известен величественной фреской «Обручение Девы Марии» работы фра Филиппо Липпи, который покоится в этом храме.
Из более древних памятников сохранился важный акведук, 206 м длины и 81 м высоты, проложенный по средневековому мосту через реку (1364 г.); «Кровавый мост» I в. до н. э.; развалины доримских и римских укреплений, античного театра (частью воссозданного усилиями реставраторов) и арка Друза (23 г до н. э.) рядом с руинами какого-то античного храма. Много древних церквей, точная дата постройки которых нередко является предметом научного спора: Сан-Сальвадоре (то ли V, то ли VIII вв.), Санта-Юфемия (X в.), Сан-Пьетро (XIII в.), Сан-Грегорио (XII в.) и др.

## Известные жители и уроженцы
- Гай Меценат Мелисс — римский грамматик и драматург I века до н. э.
- Исаак Сирин Сполетский — христианский святой и писатель.